# Кожному за працею

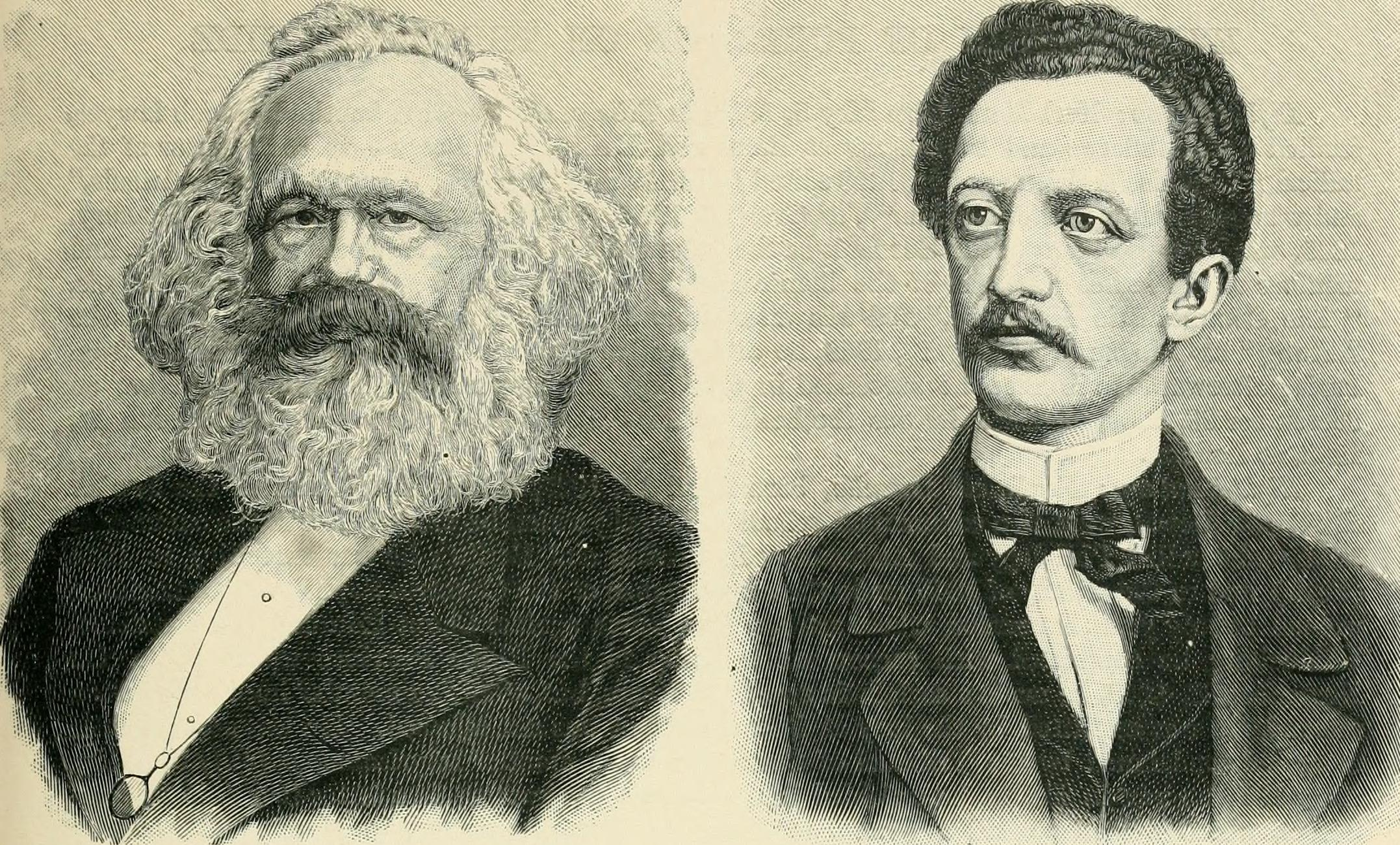
Фердинанд Лассаль (праворуч) та його критик Карл Маркс

Кожному за працею — принцип розподілу, який, згідно з поглядами теоретиків соціалізму та комунізму, встановиться в економіці першої фази комунізму — соціалізму, до його переходу в другу фазу — повного комунізму. Принцип розподілу праці полягає в тому, що кожен учасник економічних відносин отримує матеріальні блага відповідно до його внеску в сукупний суспільний продукт.
Фраза приписується французькому соціалісту Анрі де Сен-Сімону та вперше опублікована у книзі Сент-Амана Базара «Виклад вчення Сен-Сімона» (1829—1830). Фраза набула широкого поширення завдяки французькому анархісту та економісту П'єру-Жозефу Прудону, який широко використав її у своїх працях.
Цей принцип було покладено за основу визначення соціалізму, висунутого домарксистськими соціалістами: послідовниками Девіда Рікардо, соціальними анархістами, демократичними соціалістами.

## Визначення та мета
У різних формах ідея розподілу праці висловлювалася багатьма учасниками робітничого руху, починаючи від Фердинанда Лассаля та Євгена Дюрінга і закінчуючи Левом Троцьким. Однак як основний елемент соціалізму цей принцип був затверджений Володимиром Леніним під враженням статті Карла Маркса «Критика Готської програми».
Лібертарні соціалісти, такі як американський анархіст Бенджамін Такер, вважали соціалізм системою, за якої працівник отримує повний результат своєї праці, щоб виключити експлуатацію та «незароблений» дохід, який присвоюється капіталістами. Робітники з більшою продуктивністю праці повинні отримувати більший дохід, ніж робітники із середньою та малою продуктивністю. Крім того, більший дохід повинні отримувати робітники, зайняті важчою, кваліфікованішою, інтенсивнішою, небезпечнішою працею. Метою такого розподілу, як пізніше стверджував Лев Троцький, полягала у стимулюванні продуктивності праці. За Марксом, цей принцип зживе себе як пережиток капіталізму, коли праця стане звичкою, потребою, джерелом морального задоволення, а матеріальні блага стануть доступними удосталь.

## «Критика Готської програми»
Перш за все принцип розподілу праці базується на капіталістичних принципах управління економікою, де винагорода за працю залежить від кількості виробленого продукту. Однак при капіталізмі засоби виробництва належать меншості капіталістів, які самі не виробляють продукт, але надають частину продукту, виробленого іншими. Стверджується, що при соціалізмі таке присвоєння буде неможливим, оскільки кошти виробництва будуть усуспільнені.
У статті «Критика Готської програми», критикуючи погляди Фердинанда Лассаля, Маркс розвиває цю концепцію. Згідно з поглядами Лассаля, результати праці повинні повністю і з рівним правом належати членам суспільства, проте Маркс стверджує, що це неможливо, тому що частина коштів має витрачатися на утримання громадських інститутів. Він пояснює, що соціалізм є першою фазою комуністичного суспільства, яка виростає з капіталізму, тому в економічній, політичній, моральній та інтелектуальній сферах соціалізм буде обтяжений «рідними плямами» капіталізму. Тому те, що працівник отримує за свою працю відповідає — після всіх відрахувань — тому, що він дав:
У наступному абзаці Карл Маркс пояснює, як ця система обміну співвідноситься з капіталістичною системою обміну:
Карл Маркс стверджував, що це розумно і необхідно, проте коли суспільство перейде до вищої стадії комуністичної формації і праця стане головною життєвою потребою людини, розподіл зміниться відповідно до комуністичного принципу «кожен за здібностями, кожному за потребами».

## Подальший розвиток марксистських поглядів
У книзі «Держава та революція» Володимир Ленін порушив багато нагальних проблем комуністичного руху, захищаючи його чистоту від нападок «опортуністів» та «реформістів». Ця робота дуже важлива для розуміння поглядів комуністів на «першу стадію комуністичного суспільства» (соціалізм) у порівнянні з вищою стадією (власне комунізмом). У відповідях ці питання Ленін спирається на класичні роботи Маркса.
При описі соціалістичного суспільства він повертається до статті Карла Маркса «Критика Готської програми». Відповідно до поглядів Маркса він стверджує, що соціалізм зможе відразу забезпечити принципи загальної рівності. У цьому сенсі соціалістичне суспільство буде схоже на капіталістичне. Корінна відмінність цих двох суспільств полягатиме у громадській власності коштом виробництва, яке забезпечить соціалізм.
Володимир Ленін стверджував, що таке суспільство є соціалізмом, оскільки реалізує два принципи соціалізму: «хто не працює, той не їсть» та «рівна плата за рівну працю».
Йосип Сталін та Лев Троцький також обговорювали це питання у своїх роботах.
Погляди Сталіна викладено у статті 12 Конституції СРСР 1936 року, у якій говориться:
У тексті Конституції 1977 року ця фраза була трохи змінена:
Лев Троцький порушує це питання у своїй відомій роботі «Віддана революція»:

## Від кожного за його здібностями, кожному за його потребами
На думку класиків марксизму, у комуністичному суспільстві реалізується принцип «Від кожного за здібностями, кожному за потребами!»

…На вищій фазі комуністичного суспільства, після того як зникне поневолююче людину підпорядкування її поділу праці; коли разом з цим зникне протилежність розумової та фізичної праці; коли праця перестане бути лише засобом для життя, а стане найпершою потребою життя; коли разом із всебічним розвитком індивідуумів виростуть і продуктивні сили і всі джерела суспільного багатства поллються повним потоком, лише тоді можна буде повністю подолати вузький горизонт буржуазного права, і суспільство зможе написати на своєму прапорі: «Кожен за здібностями, кожному за потребами »— К. Маркс «Критика готской программы»
Часто різницю між соціалізмом та комунізмом ілюстрували різницею їхніх основних гасел.
 Кажуть, що різницю між соціалізмом і комунізмом у тому, що гасло соціалізму: «від кожного за його здібностям, кожному за його працею», а гасло комунізму: «від кожного за його здібностями, кожному за його потребами».—  Бердяев Н. А. Глава III. Человек и общество. Социализм // Царство духа и царство кесаря. — М. : Республика, 1995.